# Хајдејл (Јута)
Хајдејл (енгл. Hildale) град је у америчкој савезној држави Јута.

## Демографија
По попису из 2010. године број становника је 2.726, што је 831 (43,9%) становника више него 2000. године.
| Група             | 2000.         | 2010.         |
| Белци             | 1.818 (95,9%) | 2.704 (99,2%) |
| Афроамериканци    | 4 (0,2%)      | 1 (0,0%)      |
| Азијати           | 12 (0,6%)     | 0 (0,0%)      |
| Хиспаноамериканци | 19 (1,0%)     | 12 (0,4%)     |
| Укупно            | 1.895         | 2.726         |